# Tynomma schlingeri
Tynomma schlingeri är en mångfotingart som beskrevs av Gardner 1973. Tynomma schlingeri ingår i släktet Tynomma och familjen Schizopetalidae. Inga underarter finns listade i Catalogue of Life.